# Orthoprothésiste
L'orthoprothésiste est un professionnel de santé. Il conçoit et réalise sur moulage des prothèses et des orthèses.

## Domaine de compétences
L’orthoprothésiste est responsable de la conception, de l’adaptation et de la fabrication des prothèses et des orthèses. Il est en contact avec le patient, il doit le mettre en confiance et faire preuve de psychologie. Les appareils sont personnalisés en fonction des modes de vie et de l’âge des patients.
Membre de l’équipe pluridisciplinaire de prise en charge d’une personne handicapée (avec le médecin, les kinésithérapeutes, ergothérapeutes…) sa mission est de redonner aux personnes handicapées par les appareillages qu’il conçoit et adapte l'autonomie qu'elles n'ont pas.

## Formation
La formation ortho-prothèse peut se faire de plusieurs manières:
Pour devenir Technicien en Ortho-prothèse (pour la fabrication des appareillages orthopédique et prothétique) :
-Avec deux ans de CAP (opérateur d'appareillage orthopédique)
-Et/ou deux ou trois ans de BAC Pro TTAO (technicien en appareillage orthopédique)
Pour devenir Orthoprothésiste (parfois nommé "Applicateur") et prendre en charge les patients, concevoir l'appareillage et sa mise en place :
-Avec trois ans avec un BTS Prothésiste-Orthésiste. (Le CAP et le Bac Pro n'étant en aucun pas obligatoire pour intégré le BTS.)

Attention le BTS se fait en trois ans et non en deux ans pour d'autres car la filière ortho-prothèse est une filière qui demande beaucoup de minutie et d'autonomie.  
 (janvier 2015).

### En France
La formation actuelle au métier d’orthoprothésiste est validée par un BTS de prothèse-orthèse préparé en trois années après un baccalauréat « S » ou « STI ».
L’enseignement comporte essentiellement :
- des connaissances médicales, (l’anatomie, pathologie …)

et techniques (mécanique, biomécanique, technologie des matériaux), car la spécificité du métier est d’être à la jonction de la pathologie ou de la déficience et de la compensation ou correction apportées par l’appareil que conçoit et adapte l’orthoprothésiste.
- des stages pratiques et cliniques.

Cette formation est en cours d’évolution vers un diplôme d’État qui sera préparé également en trois ans. Ce diplôme d’État mettra encore plus l’accent sur les périodes de stages clinique et d’apprentissage du métier en situation professionnelle.